# يوليوس جيربر
يوليوس جيربر (بالإنجليزية: Julius Gerber)‏ هو سياسي أمريكي، ولد في 24 ديسمبر 1872، وتوفي في 1956.